# Найсильніший удар: Бій до смерті
Найсильніший удар: Бій до смерті (англ. Shootfighter: Fight to the Death) — американський бойовик.

## Сюжет
Чемпіонат з «шутфайтінгу» (немає заборонених прийомів), який проходив у Гонконзі, закінчився трагедією — боєць на ім'я Лі убив свого супротивника. Противником був друг і учень майстра Шинго. У результаті Лі був вигнаний з турніру. Через якийсь час Лі почав проводити власні змагання в Мексиці. У цей час у Шинго з'явилися нові учні в Лос-Анджелесі — Рубен і Нік. Рубен був тренером у дитячій школі карате, а Нік два роки поневірявся по Америці. Лі не може забути вигнання і жадає зустрічі з Шинго. Єдиний спосіб битися з ним, це втягнути в бої учнів. Рубен, хоча й ніколи не брав участь в боях без правил і проповідував дисципліну і самоконтроль, піддався на легкі гроші. Нік намагався відмовити його, але не зміг. Втрутившись в один з боїв, Нік сподівався зірвати змагання і врятувати Рубена. Тоді Лі оголосив, що фінал відбудеться через місяць і з «поваги» до Шинго він залишить Рубена в грі. Зрозумівши, що відрадити Рубена не вийде, Нік за допомогою Шинго почав удосконалювати свою майстерність. Але Лі приготував хлопцям сюрприз — у смертельному бою вони повинні зійтися один проти одного. Шинго, зрозумівши, що вже не може тікати більше від долі, з'являється на турнір і вони разом з Лі починають свій поєдинок. Шинго перемагає Лі. Не бажаючи здаватися Лі, дістає ніж у себе з протеза правої руки і атакує Шинго, і той вбиває його ударом в хребет.

## У ролях
- Боло Йенг — Шинго
- Меріам д'Або — Шеріл Вокер
- Вільям Забка — Рубен
- Майкл Бернардо — Нік Вокер
- Сігал Дайемант — Джил
- Мартін Коув — містер Лі
- Едвард Альберт — містер Сі
- Джеймс Пак — Ден